# Amara Berri
Amara Berri (Baskisch. Spaans: Amara Nuevo) is een van de 17 districten van de Spaanse stad San Sebastian, en het zuidelijke, en nieuwere deel van de wijk Amara. Het district wordt aan de noordkant begrensd door het district Centro en de rivier Urumea met aan de overkant het district Egia, waarmee het verbonden wordt door de brug Puente de Mundaiz. Aan de oostkant grenst het aan het district Loiola, in het zuid-oosten aan Miramón-Zorroaga en in het zuid-westen en westen aan het district Aiete. Amara Berri had in 2020 30.500 inwoners en was daarmee het district met de meeste inwoners.
Tussen 1924 en 1926 werd de Urumea gekanaliseerd om een einde te maken aan de vele overstromingen van het gebied, maar pas in 1952 werd begonnen met de bebouwing wat daarna erg snel ging, voornamelijk in de vorm van grote woonblokken in verschillende stijlen door elkaar. In het midden van de wijk kruisen de grote lanen die door de wijk lopen elkaar op de Plaza de Irún.
Sinds 1993 bevindt zich in deze wijk ook het stadion van de voetbalclub Real Sociedad, het Estadio Anoeta. In datzelfde jaar is voor dat station het metrostation Anoeta geopend.
Aiete · Altza · Amara Berri · Antiguo · Ategorrieta-Ulia · Añorga · Centro · Egia · Gros · Ibaeta · Igeldo · Intxaurrondo · Loiola · Martutene · Miracruz-Bidebieta · Miramon-Zorroaga · Zubieta